# André-Joseph Blavier
André-Joseph Blavier (* 29. Dezember 1713 in Lüttich; † 30. November 1782 in Antwerpen) war ein Komponist und Kapellmeister.

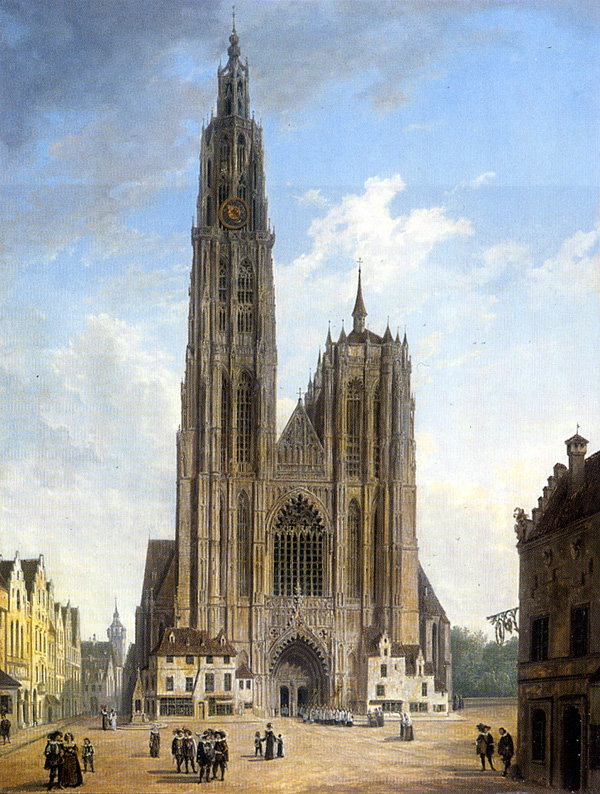
Kathedrale zu Antwerpen

## Leben
André-Joseph Blavier war Mitglied einer Lütticher Musikerfamilie, die hauptsächlich auf Blasinstrumenten musizierte. Seine erste Anstellung hatte er als Kapellmeister des Klosters Saint-Pierre seiner Vaterstadt, bevor er sich 1737 in gleicher Position als Nachfolger von Joseph-Hector Fiocco an der Kathedrale Onze-Lieve-Vrouw von Antwerpen bewarb. Trotz seines jungen Alters erfolgte seine Ernennung durch das Domkapitel am 18. Juni 1737. Neben der Leitung der Chöre und dem Komponieren geistlicher Musik, war die Ausbildung der Chorknaben eine seiner Aufgaben. Unter diesen befand sich von 1741 bis 1751 der junge François-Joseph Gossec, der später in Paris ein bekannter Komponist wurde. Als Folge seiner Heirat im Jahr 1763 wurde ihm sein Kapellmeistertitel an der Kathedrale aberkannt. 1768 wurde er Kapellmeister des Klosters Sint-Andries in Antwerpen. Bekannt ist seine vierstimmige Missa solemnis – In honorem Dei pana te mit Streicherbegleitung von 1741.